# Воскресеновский сельский совет (Васильковский район)
Воскресеновский сельский совет (укр. Воскресенівська сільська рада) — входит в состав
Васильковского района
Днепропетровской области
Украины.
Административный центр сельского совета находится в 
с. Воскресеновка.

## Населённые пункты совета
- с. Воскресеновка
- с. Нововоскресеновка